# Autunita
L'autunita (calci uranil fosfat hidratat) és un mineral fluorescent de la classe dels fosfats. Rep el seu nom de la localitat d'Autun (França), on va ser descoberta l'any 1852. És un mineral radioactiu. La localitat tipus d'aquesta espècies e stroba a Saint-Symphorien-de-Marmagne, a França. L'autunita també dona nom a un grup de minerals, el grup de l'autunita.

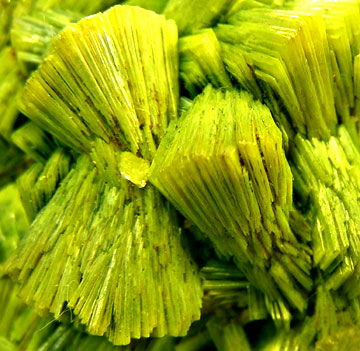
Autunita

## Característiques
És de color groc-verdós i té una duresa que oscil·la entre 2 i 2,5 a l'escala de Mohs. Cristal·litza en el sistema ortoròmbic i, sovint es troba en forma de cristalls tabulars quadrats. A causa del seu contingut d'urani d'un 48,27% és radioactiu, i també s'utilitza com a mineral d'urani. Si el mineral s'asseca, es converteix en metaautunita-I, i pot convertir-se en metaautunita-II després a l'escalfar-lo. Aquests dos minerals posteriors són molt rars a la natura. Per als estudis científics es recomana emmagatzemar el mineral en un recipient segellat per minimitzar la pèrdua d'aigua. La seva fórmula química va ser actualitzada l'any 2025 a Ca(UO₂)₂(PO₄)₂(H₂O)₁₁, degut a que a partir del mes de juliol de 2025 canvia la manera en que es mostren les molècules d'aigua a les fórmules depenent si els oxígens pertanyen a algun poliedre de coordinació o no.
Segons la classificació de Nickel-Strunz, l'autunita pertany a «08.EB: Uranil fosfats i arsenats, amb ràtio UO₂:RO₄ = 1:1» juntament amb els següents minerals: heinrichita, kahlerita, novačekita-I, saleeïta, torbernita, uranocircita, uranospinita, xiangjiangita, zeunerita, metarauchita, rauchita, bassetita, lehnerita, metaautunita, metasaleeïta, metauranocircita, metauranospinita, metaheinrichita, metakahlerita, metakirchheimerita, metanovačekita, metatorbernita, metazeunerita, przhevalskita, metalodevita, abernathyita, chernikovita, metaankoleïta, natrouranospinita, trögerita, uramfita, uramarsita, threadgoldita, chistyakovaïta, arsenuranospatita, uranospatita, vochtenita, coconinoïta, ranunculita, triangulita, furongita i sabugalita.

## Formació i jaciments
Es produeix com a producte de l'oxidació dels minerals d'urani a pegmatites de granit i dipòsits hidrotermals. Alguns minerals associats són metaautunita, torbernita, fosfuranilita, saleeïta, uranofana i sabugalita.
A Catalunya, l'autunita ha estat descrita al Cap de Creus (Cadaqués, Alt Empordà), en contextos pegmatítics; també ha estat descrita a la Mina Eureka (Castell-estaó, Pallars Jussà).

## Grup de l'autunita
El grup de l'autunita és un grup de fosfats d'uranil i arsenats en forma de làmines, amb fórmula A(UO₂)₂(XO₄)₂·10-12H₂O, on A pot ser Cu, Ca, Ba, o Mg, i X és P o As. Està format per: autunita, heinrichita, kahlerita, metarauchita, nováčekita-I, rauchita, sabugalita, saléeita, torbernita, uranocircita, uranospinita i zeunerita. Aquest grup també és conegut amb el nom de grup torbernita.